# Nejstarší dějiny Třebíče
Osídlení Třebíče a jejího okolí mělo započít již v dobách pravěku, další vývoj je nicméně zmapován lépe.
Podle Bartuška byla krajina Třebíčska vyhledávána již zvířaty v době starších čtvrtohor, o tom mají svědčit některé kosterní nálezy, přímo v Třebíči byly v cihelnách nalezeny kosti soba (latinsky Rangifer arcticus), chlupatého nosorožce (latinsky Rhinoceros antiquitatis), mamuta severního (Elephans primigenius) a jelena (Cervus tarandus).

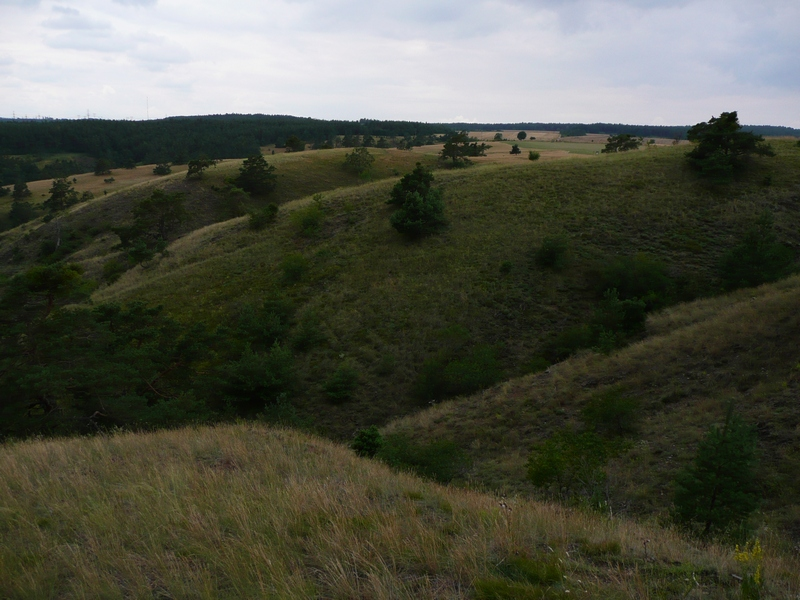
Mohelenská hadcová step

Podle sbírek Muzea Vysočiny existují doklady o osídlení okolí Třebíče v dobách pravěku, poblíž Mohelna byla nalezena stanice člověka diluviálního typu z období solutréenu a v ní mimo jiné křišťálová čepel z období szeletien. Další nálezy z období 4. tisíciletí př. n. l. byly nalezeny ve Štěpánovicích. Mezi nimi byla i Štěpánovická Venuše, párová soška znázorňující pohlavní akt. V mladší době kamenné (v tzv. neolitu) docházelo k postupnému osidlování prvními zemědělci, na Třebíčsku byly prvotně osídleny východní části okolo nynější Náměště nad Oslavou a také v oblasti níže položených a jižnějších oblastí Jaroměřic a Moravských Budějovic. Z obou těchto lokalit postupně zemědělci a pastevci postupovali směrem k dnešní Třebíči. Z tohoto postupu existují archeologické nálezy v oblastech Výčap, Vladislavi a také v Třebíči. 

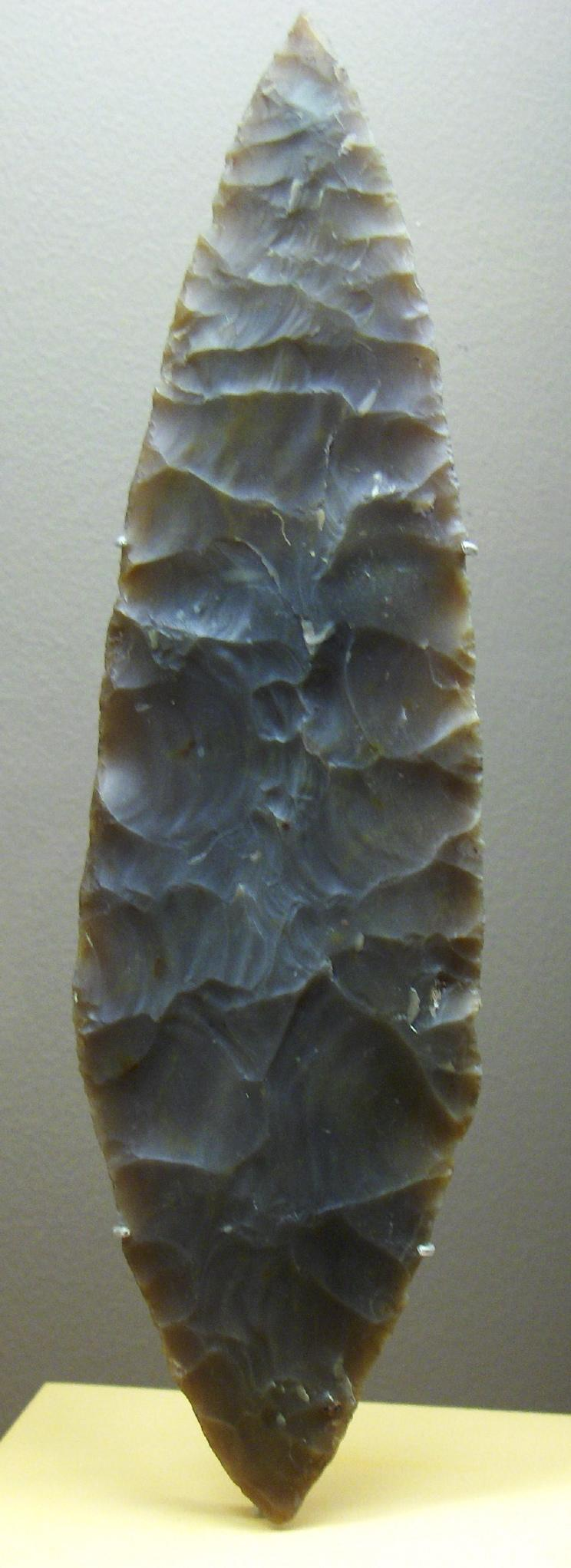
Solutrénský hrot oštěpu

Hlavní oblastí života v okolí Třebíče v době mladší doby kamenné nicméně bylo hradisko nad řekou Jihlavou u Kramolína, byly zde nalezeny střepy tzv. malované keramiky, která byla zdobena bílou barvou a také střepů tzv. červené keramiky, která byla vypálena a vyhlazena do hladkého a lesklého povrchu. Také byly nalezeny kamenné pazourkové nástroje a úlomky některých nástrojů hliněných. Měla se zde objevit i první uměleckořemeslná práce na Třebíčsku, měla to být nádoba s držadlem, jež je ozdobeno zjednodušenou hlavičkou zvířete. Z nejstarší doby bronzové byly v tomto hradisku rovněž datovány nálezy, byla to např. bronzová spona z 5. stol. př. n. l., v řece Jihlavě byla nalezena i bronzová dýka z 2. tisíciletí př. n. l. Tyto i další nálezy z tohoto naleziště jsou uloženy v depozitářích Muzea Vysočiny. Další nálezy byly objeveny nad Novými Dvory, byla to kamenná sekyrka – nálezcem byl učitel Dvořák. Metoděj Charvát dále uvádí významné nálezy u prehistorického hradiska u Senorad, kde měla být nalezena i sekyrka měděná či různé další předměty, kamenné i bronzové.
Další sídliště z doby malované keramiky bylo objeveno ve vypuštěném rybníku u Bohušic nedaleko Jaroměřic nad Rokytnou. Archeologové začali na tomto místě pracovat v dubnu roku 2011. Nejdůležitějším nálezem je úlomek kamenné sekyrky.
V brzké době železné je doloženo osídlení také na moravskobudějovicku a náměšťsku, jedno z nejdůležitějších sídlišť bylo poblíž Mohelenské hadcové stepi nad potokem Skřipina – v tomto sídlisku byly nalezeny kostrové pohřby pod mohylami, jedna má být dosud k nalezení na severním okraji stepi. Dále pokračovalo i osídlení kramolínského hradiska.
V následujícím období, v tzv. laténském období bylo prokázáno osídlení pouze mohelenského hradiska, a Senorad, hlouběji na západ zatím neexistují nálezy keltských sídlišť, nicméně se tradují pověsti o tom, že i ve Velkém Meziříčí nebo Třebíči byly nalezeny keltské mince. Později, za dob kolonizace střední Evropy Římany jsou prokázány nálezy římských mincí s různým datováním. Mimo jiné byly nalezeny v Kněžicích, Starči, Trnavě, Ptáčově, Rudíkově a také v samotné Třebíči. 
Slované měli Moravu osídlit někdy na konci 5. a také počátkem 6. století, podle Bartuška archeologové usuzují, že do vyšších oblastí, mezi které Českomoravská vrchovina patří se odvažovali poměrně pomalu. Osidlování mělo probíhat po tocích Jihlava a Oslava, kde jsou patrny jejich čistě slovanské názvy. O osídlení přímo samotné Třebíče nemáme žádné hodnověrné zprávy, z dalších období také neexistují převratné nálezy, jedním z mála nálezů je byzantský bronzový krucifix, který byl nalezen v řece Jihlavě pod podklášterským mostem. Tento má svědčit o tom, že Třebíčí procházely důležité obchodní stezky. Další slovanské nálezy jsou již docela pozdní, například nálezy ze Sokolí mají být datovány až do 11. století.